# La Fille du clown
Pour plus de détails, voir Fiche technique et Distribution.
La Fille du clown est un film français réalisé par Georges Denola, sorti en 1911.

## Fiche technique
- Titre : La Fille du clown
- Réalisation : Georges Denola
- Scénario : Maurice Kéroul
- Photographie :
- Montage :
- Producteur :
- Société de production : Société cinématographique des auteurs et gens de lettres (S.C.A.G.L)
- Société de distribution :  Pathé Frères
- Pays d'origine :  France
- Langue : film muet avec les intertitres en français
- Format : Noir et blanc — 35 mm — 1,33:1 — Muet
- Genre : Film dramatique
- Métrage : 270 mètres
- Durée : 9 minutes
- Dates de sortie :
  -  France : 7 juillet 1911
  -  États-Unis : 17 novembre 1911

## Distribution
- Théodore Thalès dit le mime Thalès : le clown
- Lucie Pacitti : la fille du clown
- Georges Tréville
- Gaston Sainrat
- Rose Grane
- Gaston Prika
- Louis Brunais
- Émile André
- Chauveau
- Victorius
- Cécile Barré
- Mme Massila
- Gabrielle Chalon